# Augustin Bordage
Pour les articles homonymes, voir Bordage.
Augustin Bordage, né le 23 novembre 1900 à Vasles dans les Deux-Sèvres et mort le 11 décembre 1977 à Airvault, est un homme politique français.

## Biographie
Fils de Marie Henri Constant Bordage, marchand de bois, et de Marie Radegonde Delphine Poupard, il Augustin Bordage travaille comme employé de banque à Paris après son baccalauréat qu'il a préparé à Poitiers.
Il retourne cependant dans les Deux-Sèvres en 1929, où il exerce comme commerçant en engrais à Airvault. En 1954, il sera d'ailleurs élu président du syndicat départemental des négociants en grains et engrais.
Engagé dans la résistance, il est président du comité local de Libération, est élu maire d'Airvault en 1947. Sans étiquette politique affirmée, ses orientations le situent cependant clairement à droite.
En 1951, il est élu conseiller général des Deux-Sèvres, dans le canton d'Airvault.
En 1956, il mène une petite liste « paysanne d'union sociale » pour les législatives, parrainée par le Groupement pour la réforme de l'État, plutôt orienté à l'extrême-droite (il soutient notamment Henri Dorgères et Jean-Louis Tixier-Vignancourt)
Plutôt discret sur les questions nationales à partir de 1958, il profite du retrait de Jean Salliard du Rivault pour se présenter, avec le soutien de l'UNR, aux législatives en 1962.
Opposé à l'ancien député MRP André-François Mercier, il l'emporte facilement au second tour (51 % lors d'une triangulaire).
À l'assemblée, il intervient très peu, et ne se distingue pas dans ses prises de positions des orientations du groupe gaulliste auquel il appartient.
Candidat à sa réélection en 1967, il l'emporte dès le premier tour avec 50,6 % des voix, et de nouveau, profitant de la vague gaulliste de l'après mai 1968, l'année suivante, avec 60,4 %.
Il est alors, jusqu'en 1972, rapporteur des crédits d'enseignements du ministère de l'Agriculture, et devient le spécialiste parlementaire des questions relatives à l'enseignement agricole.
En 1971, il décide de ne pas se représenter aux municipales à Airvault.
De nouveau candidat en 1973, il est attaqué pendant la campagne pour son attitude suiviste et son manque de personnalité politique ; son principal adversaire le décrit ainsi comme un « robot ». Arrivé en tête, mais avec seulement 38,6 % des voix, au premier tour, il est battu au second, lors d'une triangulaire, par le réformateur Albert Brochard.
Après cet échec, il décide de ne pas se représenter aux cantonales de 1976. Il est alors âgé de 76 ans.

## Détail des fonctions et des mandats
Mandat parlementaire
- 30 novembre 1958 - 9 octobre 1962 : Député de la 3e circonscription des Deux-Sèvres